# Парфелюк, Исай Константинович
Исай (Исая) Константинович Парфелюк (Парфенюк)  (1885—1941) — российский и советский военный деятель, участник Первой мировой войны и Гражданской войны в России. Комдив (1940). Краснознамёнец. По решению Военной коллегии Верховного суда СССР осуждён и расстрелян.

## Биография

### Начальная биография
Парфелюк (Парфенюк) Исай (Исайя) Константинович (псевдоним: Семенов). 29.05.1885, с. Кицканы Бендерского уезда Бессарабской губернии — 25.12.1941, г. Долинск Сахалинской области.
Русский. Из крестьян. В РККА с 1918. Член компартии. Окончил гимназию, унтер-офицерские курсы.

### В РИА
В службе с 1914 года. Участник 1-й мировой войны. Воевал на Юго-Западном фронте в составе разведывательной роты 766-го пехотного Шипкинского полка. Командир батальона. Штабс-капитан.
В 1917-м кавалер тринадцати наград Исайя Парфелюк упоминается в архивных документах, как полковник (что не соответствует действительности) и командир (?) 766-го пехотного Шипкинского полка. .
После Октябрьской революции избран командиром 55-го пехотного Подольского полка.

### В РККА
Участник Гражданской войны. Воевал на Южном фронте в составе 14-й армии, был начальником разведотделом армии.
Резидент РО штаба 14-й армии — РО штаба Украинского ВО в Румынии по линии Читатя — Албэ — Тигина — Кишинев (1919—1923), передавал в Тирасполь, как отмечала румынская контрразведка, «много важных донесений о румынских воинских частях, настроениях в армии и среди населения Бессарабии».
Дважды арестовывался: первый раз в 1921, но ему удалось бежать; второй раз в конце 1922, был приговорен в марте 1923 к 20 годам каторжных работ.
С помощью подкупа его удалось вывести в Советскую Молдавию.
Служил помощником особоуполномоченного по демобилизации войск бывшего Южного фронта, затем был демобилизован из РККА (1925).
Возглавлял в Молдавии нелегальный отдел МОПРа — Международной организации помощи борцам революции, был референтом ЦИК Молдавской АССР, секретарем Всемолдавского союза охотников.

### Арест, суд и расстрел
В 1937 году Исая Константиновича обвинили в шпионаже в пользу Румынии. В ходе многодневных допросов комдив решительно отвергал это обвинение и отказался подписать сфальсифицированный протокол Особого совещания при НКВД СССР.
После прихода Л. Берия «расстрельный» приговор военному разведчику был заменен десятилетним заключением.
Прошло три года, и в связи с указом Президиума Верховного Совета СССР 1940 года Исай Константинович должен был выйти из тюрьмы досрочно.
Но тут комдив был оговорен некими Горской, Пемзер и Дейч, вновь осужден и 25 декабря 1941 года расстрелян .
Реабилитирован в 1971.
14.08.2007 в селе Кицканы открыта мемориальная доска в честь командира Подольского полка И. К. Парфелюка.

## Чины и звания
- Нижний чин с 1914
- прапорщик
- Подпоручик
- Поручик
- Штабс-капитан на 1916
- Полковник РИА командир полка
- Комдив (1940)

## Награды
Кавалер 13-ти наград.
За три дня Брусиловского прорыва командир 6-й роты 55-го Подольского пехотного полка подпоручик Парфелюк получил три награды, :
- Орден Св. Равноапостольного Князя Владимира IV-й степени с мечами и бантом,
- орден святой Анны 2-й степени
- Орден Св. Анны III-й степени с мечами и бантом штабс-капитан 55-й пехотный Подольский полк
- Георгиевское оружие, украшенный эфес (рукоять).
- орден Красного Знамени

## Память
- Его имя увековечено в Главном Храме Вооружённых сил России, и навсегда запечатлено на мемориале [ «Дорога Памяти»].